# Веньяминова, Алия Гусейн кызы
Алия Гусейн Кызы (Алия Гусейновна) Веньяминова (18 августа 1936 — 21 ноября 2021) — кандидат химических наук, ведущий научный сотрудник Института химической биологии и фундаментальной медицины Сибирского отделения Российской академии наук, заведующая лабораторией химии РНК.
Лауреат Государственной премии Российской Федерации за работу «Производные олигонуклеотидов — биологически активные вещества и инструменты исследования белково — нуклеиновых взаимодействий» в 1999 году. Совместно с акад. В. В. Власовым
Лауреат премии имени М. М. Шемякина 2019 года за цикл работ «Фундаментальные основы конструирования „интеллектуальных“ терапевтических препаратов на основе нуклеиновых кислот» совместно с акад. В. В. Власовым, проф. М. А. Зенковой.
Скончалась 21 ноября 2021 года.

## Публикации
1. Graifer D., Molotkov M., Styazhkina V., Demeshkina N., Bulygin K., Eremina A., Ivanov A., Laletina E., Ven’yaminova A., and Karpova G. Variable and conserved elements of human ribosomes surrounding the mRNA at the decoding and upstream sites. //Nucleic Acids Res. 2004. 32, 3282-3293.
2. Vorobjeva M., Gusseva E., Repkova M., Kovalev N., Zenkova M., Venyaminova A., Vlassov V. Modified binary hammerhead ribozymes with high catalytic activity. //Nucleosides Nucleotides Nucleic Acids. 2005. 24(5-7), 1105—1109.
3. Vorobjeva M., Zenkova M., Venyaminova A., Vlassov V. Binary hammerhead ribozymes with improved catalytic activity. //Oligonucleotides. 2006. 16(3), 239—252.
4. Vorobjeva M.A., Privalova A.S., Venyaminova A.G., Vlassov V.V. Trans hammerhead ribozyme: ligation vs. сleavage. //In: Biosphere Origin and Evolution. Eds. Dobretsov N., Kolchanov N., Rozanov A., Zavarzin G. Springer-Verlag, Berlin, 2008. 143—155.
5. Novopashina D.S., Meschaninova M.I., Kholodar S.A., Lomzov A.A., Venyaminova A.G. New eximer-based tandem systems for SNP detection. //Nucleic Acids Symp. Series. 2008. 52(1), 229—230.
6. Новопашина Д. С., Тоцкая О. С., Холодарь С. А., Мещанинова М. И., Веньяминова А. Г. Олиго(2'-О-метилрибонуклеотиды) и их производные. III. 5'-Моно- и 5'-бис-пиренильные конъюгаты олиго(2'-O-метилрибонуклеотидов) и их 3'-модифицированных аналогов: синтез и свойства. //Биоорган. химия. 2008. 34(5), 671—682.

### Патенты
1. Зарытова В. Ф., Иванова Е. М., Веньяминова А. Г., Репкова М. Н. Способ расщепления рибонуклеиновых кислот. //Патент РФ. 1992, N 1752773.
2. Веньяминова А. Г., Сергеева З. А., Баширова В. З. Н-Фосфонаты гидроксилсодержащих стероидов в качестве реагента для твердофазного синтеза стероидных производных олигонуклеотидов и их аналогов. //Патент РФ. 1994, N 2009147.